# Enamorada con banda
Enamorada con Banda é o 23º álbum de estúdio da atriz e cantora mexicana Lucero, lançado em 21 de Abril de 2017 pelas gravadoras Fonovisa Records e Universal Music Latino. Ao contrário de alguns álbuns anteriores da artista em que se predominou o mariachi e a ranchera, este é o seu primeiro do gênero banda sinaloense, outro tipo de música regional mexicana que teve origem no estado de Sinaloa. Produzido por Luciano Luna, com quem Lucero então trabalha pela primeira vez, Enamorada con Banda é constituído por regravações de canções de outros artistas do gênero como Joan Sebastian, Trigo Limpio, Camilo Sesto, Juan Gabriel e Joan Manuel Serrat.
De acordo com a artista, sua escolha em interpretar temas do gênero banda sinaloense foi por conta do próprio ser considerado "alegre, popular e de festa", além de representar seu então atual momento na carreira e uma inovação em seu repertório. Lucero também declarou que gostaria que o álbum a fizesse ser consagrada no gênero, assim como foi a cantora Jenni Rivera.
Foram lançados cinco singles do álbum: "Hasta que Amanezca", "Me Gusta Estar Contigo", "¿Por Qué Te Vas?", "Me Gustas Mucho" e "Si Quieres Verme Llorar". O primeiro, que foi o mais divulgado pela artista, alcançou a 25ª posição na Billboard Top Mexican Songs.
Enamorada con Banda alcançou o 16º lugar na Billboard Regional Mexican Albums, sendo o primeiro álbum solo de Lucero desde Mi Secreto de Amor (2011) a entrar nessa chart, e o quadragésimo na Billboard Top Latin Albums.
Em Setembro de 2017, o álbum conquistou o disco de ouro no México. A artista não recebia esta certificação desde o álbum Quiéreme Tal Como Soy de 2006.

## Antecedentes
Em Novembro de 2014, após o lançamento de seu último álbum de estúdio Aquí Estoy, Lucero preferiu dar continuidade em sua carreira como apresentadora com o reality show Yo Soy el Artista. Mesmo com a pouca repercussão e audiência do programa, que foi exibida e produzida pela Telemundo, Lucero continuou como contratada da emissora após o seu término, apesar de boatos contrários. Em Maio de 2015, a artista chegou a ser cotada para protagonizar sua primeira novela na então nova casa. Ela se chamaria La Indomable, e até chegou a se especular que ela contracenaria com o ator William Levy. Um mês depois, foi anunciado que a artista desistiu do projeto, alegando não ter se identificado com o perfil de seu personagem, diferente dos que ela acostumava a fazer nas produções da Televisa, emissora em que trabalhou entre 1980 e 2014. Em Junho, a imprensa mexicana teria anunciado que Lucero estaria planejando um novo álbum sob a produção de DJ Vein, que produziu álbuns de outros artistas como Ricky Martin e Enrique Iglesias. Este projeto teria influência no electropop e dance-pop, assim como foi com Indispensable (2010).
No início de Outubro, Lucero foi convidada a apresentar a primeira edição dos Latin American Music Awards, a versão latina dos American Music Awards, que foi exibida pela Telemundo. No fim do mês, a artista visitou alguns países da América Latina, algo que não fazia desde o início de década de 2000, a fim de divulgar seu então último álbum, Aquí Estoy. Um dos países desta turnê em que Lucero marcou presença após então dezoito anos foi o Brasil. A artista foi ao país divulgar Soy tu Dueña (2010), novela em que protagonizou e que estava então sendo exibida pelo SBT, e foi convidada a participar de programas da emissora como o Teleton, Domingo Legal e The Noite com Danilo Gentili. Além da trama, Lucero acabou divulgando e lançando no país seu EP chamado Dona Desse Amor (2015), com quatro canções suas regravadas em português.
No dia 8 de Março de 2016, surgiram boatos de que Lucero teria assinado com o SBT para coprotagonizar o remake brasileiro da novela mexicana Carita de Ángel (2000), porém de início essa possibilidade foi negada pela própria emissora. Duas semanas depois, foi confirmada sua contratação e anunciado que a artista estava sendo sondada desde sua visita ao Brasil no ano anterior. Além de atuar, Lucero teria sido contratada para interpretar a canção-tema da novela, além de mais quatro canções inéditas. Em Maio, Lucero anunciou que estaria planejando seu novo álbum de estúdio, e que seria de banda sinaloense, já insinuando que seu projeto com o produtor Vein teria sido descartado. A partir de Junho, Lucero passou a visitar constantemente o Brasil para gravações e divulgações de Carinha de Anjo (2016) e paralelo a isso, começou com a pré-produção de Enamorada con Banda.

## Produção
A produção de Enamorada con Banda foi encarregado pelo músico e compositor mexicano Luciano Luna, e teve início no fim de 2016. De acordo com Lucero, a escolha de Luna para a produção do álbum foi acertada pelo músico conhecer profundamente o gênero banda. Luna já teve canções gravadas por vários artistas mexicanos do gênero.

## Lançamento e divulgação
Após sua apresentação com o grupo musical mexicano MS Banda durante a 23ª edição dos Billboard Latin Music Awards no dia 26 de Abril de 2016, Lucero anunciou à imprensa que estaria pensando em lançar um álbum com músicas do gênero banda, alegando que sua parceria com o grupo a tinha inspirado a prosseguir com a o projeto. No dia 11 de Dezembro durante o evento Mañanitas a la Virgen em Miami, Lucero interpretou  "Morenita de Ojos Buenos" ao lado de um conjunto de banda sinaloense. No dia seguinte, Lucero anunciou Enamorada con Banda para a imprensa mexicana realizando um showcase no Centro Cultural Roberto Cantoral, na Cidade do México, onde interpretou pela primeira vez todas faixas que estariam no álbum. No dia 18 de Dezembro, foi anunciado pelo jornal El Universal, que o primeiro single de Enamorada con Banda seria lançado em Janeiro de 2017, o álbum em si em Abril de 2017, além da lista completa de faixas. No dia 13 de Fevereiro, Lucero anunciou em sua própria conta do Twitter que versão física seria lançada no dia 21 de Abril. No dia 3 de Março, o álbum foi colocado para pré-venda pela Amazon.com, assim como foi divulgado pela primeira vez sua capa. No dia 31 de Março, o álbum foi colocado para pré-venda na iTunes Store. No dia 21 de Abril de 2017, o álbum na íntegra foi lançado em versão física e digital no México e EUA. No Brasil, foi lançado no mesmo dia, porém, somente em download digital. No dia 28 de Abril, Lucero lança através de seu canal VEVO no YouTube, o videoclipe da canção "Búscame". No dia 5 de Maio, Lucero lançou o videoclipe de "Me Muero Por Estar Contigo". No dia 13, foi lançado o videoclipe de "Yo Necesito Saber". No dia 20, foi lançado o clipe "Tu Nombre me Sabe a Hierba". No dia 23, Lucero interpretou "Hasta que Amanezca" no programa Despierta América. No dia 27, foi lançado o clipe de "Luna Blanca" e no dia 2 de Junho, o de "Te Quiero Para Mí". No dia de 30 de Julho, Lucero interpretou ao vivo oito faixas do álbum no especial Pase VIP da Univision.

## Singles
- "Hasta que Amanezca" foi anunciado como o primeiro single do álbum no dia 16 de Janeiro de 2017 pela própria Lucero através de seu perfil oficial do Facebook. No dia seguinte, a artista confirmou que o single seria lançado primeiramente em 27 de Janeiro, porém por motivos desconhecidos, seu empresário Ernesto Fernández emitiu uma nova em sua conta oficial no Twitter dizendo que seu lançamento teria sido adiado para o dia 17 de Fevereiro.[29] O single atingiu a 17ª posição na Regional Mexican Songs da Billboard,[5] fazendo a artista entrar nessa chart pela primeira vez. O videoclipe foi lançado no mesmo dia através do canal VEVO oficial de Lucero no YouTube.

- "Me Gusta Estar Contigo" foi anunciado como o segundo single sem muito alarde em 31 de Março, mesmo dia de seu lançamento.[24][30] Seu videoclipe foi lançado no mesmo dia do lançamento do álbum, 21 de Abril.

- "¿Por Qué Te Vas?" foi lançado como o terceiro single do álbum no dia 7 de Abril, uma semana após o lançamento do último.[31] O videoclipe foi lançado em 28 de Abril, no mesmo dia do lançamento do da canção "Búscame".[26]

- "Me Gustas Mucho" foi lançado como o quarto single também no dia 7 de Abril, juntamente com o anterior "¿Por Qué Te Vas?". Seu videoclipe foi lançado no dia 21 de Abril, juntamente com o de "Me Gusta Estar Contigo", e foi gravado também durante a coletiva de apresentação do álbum.

- "Si Quieres Verme Llorar" foi lançado como o quinto e último single no dia 15 de Abril. Seu videoclipe foi lançado no dia 17 de Junho.

## Tour
Com a intenção de promover massivamente o álbum através do single "Hasta que Amanezca", Lucero realizou uma pequena turnê passando por três países: México, Bolívia e Chile. A artista não realiza uma turnê como esta desde 1999, quando realizou a apresentação Un Lucero en la México. O primeiro país em que Lucero se apresentou foi na Bolívia no dia 12 de Março de 2017, durante o tradicional evento Fiesta del Gran Poder na cidade de La Paz. O segundo foi no México na Fiera Tapachula em Chiapas, no dia 19 de Março. No dia 25, a artista se apresentou no Cassino Sun Monticello, no Chile. No dia 13 de Abril, voltou ao México onde se apresentou na Fiera del Caballo na cidade de Texcoco. A imprensa tinha anunciado que a artista também se apresentaria no evento Palenque de Puebla, na cidade de Puebla no dia 23 de Abril, porém a artista desmentiu o convite pelo seu site oficial.

## Repercussão

### Críticas
O álbum no geral recebeu críticas mistas. Xavier Quirarte da Milenio.com no artigo "(Anti)discos de la semana: dos decepciones e una verguenza", disse que ouvir o álbum "lhe causou desagrado", que os arranjos de banda "destruíram e tiraram a essência dos grandes clássicos mexicanos", e que a artista somente adotou o gênero para ficar em evidência.

### Prêmios e indicações
Por Enamorada con Banda, Lucero ganhou o Prêmio Bandamax na categoria "Solista Feminina do Ano".

## Faixas
| Enamorada con Banda — Edição standard |                              |                                           |         |  |
| N.º                                   | Título                       | Compositor(es)                            | Duração |  |
| 1.                                    | "Hasta que Amanezca"         | Joan Sebastian                            | 3:03    |  |
| 2.                                    | "Me Gusta Estar Contigo"     | Juan Gabriel                              | 2:22    |  |
| 3.                                    | "Te Quiero Para Mí"          | Héctor Plácido Cortez William Gómez       | 3:27    |  |
| 4.                                    | "Luna Blanca"                | José María Gúzman de Castrajón            | 3:27    |  |
| 5.                                    | "Tu Nombre Me Sabe a Hierba" | Joan Manuel Serrat                        | 3:20    |  |
| 6.                                    | "Yo Necesito Saber"          | Gabriel                                   | 3:12    |  |
| 7.                                    | "Si Quieres Verme Llorar"    | Johnny Herrera                            | 3:15    |  |
| 8.                                    | "Me Muero por Estar Contigo" | Pedro Villar                              | 3:38    |  |
| 9.                                    | "¿Por Qué Te Vas?"           | José Luis Perales                         | 3:03    |  |
| 10.                                   | "Me Gustas Mucho"            | Gabriel                                   | 2:50    |  |
| 11.                                   | "Perdóname"                  | Antonio Morales Baretto Bell Simon Napier | 3:36    |  |
| 12.                                   | "Búscame"                    | Juan Carlos Calderón                      | 3:18    |  |
| Duração total:                        | Duração total:               | Duração total:                            | 37:10   |  |

| Enamorada con Banda — Edição deluxe (DVD) |                              |                 |         |  |
| N.º                                       | Título                       | Diretor(es)     | Duração |  |
| 1.                                        | "Hasta que Amanezca"         | John Jairo Toro | 3:10    |  |
| 2.                                        | "Me Gusta Estar Contigo"     | Jairo Toro      | 2:20    |  |
| 3.                                        | "Te Quiero Para Mí"          | Jairo Toro      | 3:43    |  |
| 4.                                        | "Luna Blanca"                | Jairo Toro      | 3:29    |  |
| 5.                                        | "Tu Nombre Me Sabe a Hierba" | Jairo Toro      | 3:19    |  |
| 6.                                        | "Yo Necesito Saber"          | Jairo Toro      | 3:10    |  |
| 7.                                        | "Si Quieres Verme Llorar"    | Jairo Toro      | 3:11    |  |
| 8.                                        | "Me Muero por Estar Contigo" | Jairo Toro      | 3:36    |  |
| 9.                                        | "¿Por Qué Te Vas?"           | Jairo Toro      | 3:03    |  |
| 10.                                       | "Me Gustas Mucho"            | Jairo Toro      | 2:49    |  |
| 11.                                       | "Perdóname"                  | Jairo Toro      | 3:38    |  |
| 12.                                       | "Búscame"                    | Jairo Toro      | 3:21    |  |
| Duração total:                            | Duração total:               | Duração total:  | 37:16   |  |

## Créditos
Em ordem alfabética.
| - Adolfo Pérez Butrón – fotografia - Antonio Morales Baretto - compositor - Alberto Aguilera Valadez - compositor - Alfonso Castro – edição - Alberto de León - A&R - Aníbel Sánchez Galindo - mixagem, masterização - Bell Simon Napier - compositor - Ernesto Fernández - A&R - Héctor Plácido Cortez – compositor - Honorio Sillas - edição - Ismael Gutiérrez - engenheiro de som - Joan Sebastian - compositor - Joan Manuel Serrat - compositor - Juan Gabriel - compositor - Joel Soarez - compositor - Johnny Herrera - compositor - Jorge Hermisillo - compositor - José Carlos Gil - engenheiro de som - José Luis Perales - compositor - José María Gúzman de Castrajón – compositor - Júlio González - capa, vídeo - Lucero - vocalista - Luciano Luna - produtor, arranjo, direção - Pedro Villar - compositor - William Gómez - compositor | - Alberto Abreza - figurino (vestido dourado e preto com azul) - Alberto de León - repertório - Alejandro López - repertório - Ana Corona - vestuário (vestido prateado) - Carlos Contreras - gráficos - Daniel Espinosa Jewelry - jóias - Eder Trejo - iluminação - Ernésto Fernández - repertório - Fernando de Alba - edição e correção de cor - Francisco Castillo - vestuário - Hugo Matence - diretor de câmeras - Iris Mendieta - coordenação de equipe - Irma Martinéz - vestuário (vestido cinza) - John Jairo Toro - direção, cenografia e realização - Nancy Pabón - coordenação geral - Vye Producciones - câmeras - Trendy - vestuário (vestido cinza) |  |

## Charts
Enamorada con Banda estreou em primeiro lugar nas charts Top 100 e 20 da AMPROFON. É a primeira vez desde 2006 que Lucero alcança essa posição nessa chart. A última vez foi com o álbum Quiéreme Tal Como Soy.
| Chart (2017)                       | Posição |
| ---------------------------------- | ------- |
| Billboard Regional Mexican Albums  | 16      |
| Billboard Top Latin Albums         | 40      |
| México (AMPROFON Top 100)          | 1       |
| México (AMPROFON Top 20)           | 1       |
| México (AMPROFON Top 20 - Español) | 1       |

| Chart (2017)              | Posição |
| ------------------------- | ------- |
| México (AMPROFON Top 100) | 25      |

## Vendas e certificações
| Região | Certificação | Vendas/distribuição |
| --- | ------------ | ------------------- |
| México (AMPROFON) | Ouro         | 30.000*             |
| *vendas baseadas apenas na certificação ^distribuições baseadas apenas na certificação xdistribuições não-especificadas baseadas apenas na certificação |              |                     |

## Histórico de lançamentos
| País    | Data                | Formato(s)                    | Ediçõe(s) | Gravadora(s)                            | Ref.          |
| ------- | ------------------- | ----------------------------- | --------- | --------------------------------------- | ------------- |
| México  | 21 de Abril de 2017 | CD download digital streaming | Standard  | Fonovisa Records Universal Music Latino | [ 45 ] [ 46 ] |
| México  | 21 de Abril de 2017 | CD/DVD                        | Deluxe    | Fonovisa Records Universal Music Latino | [ 45 ] [ 46 ] |
| EUA     | 21 de Abril de 2017 | CD download digital streaming | Standard  | Fonovisa Records Universal Music Latino | [ 45 ] [ 46 ] |
| EUA     | 21 de Abril de 2017 | CD/DVD                        | Deluxe    | Fonovisa Records Universal Music Latino | [ 45 ] [ 46 ] |
| Brasil  | 21 de Abril de 2017 | Download digital streaming    | Standard  | Fonovisa Records Universal Music Latino | [ 25 ]        |
| Espanha | 21 de Abril de 2017 | CD                            | Standard  | Mis                                     | [ 47 ]        |